# Freikörperkultur

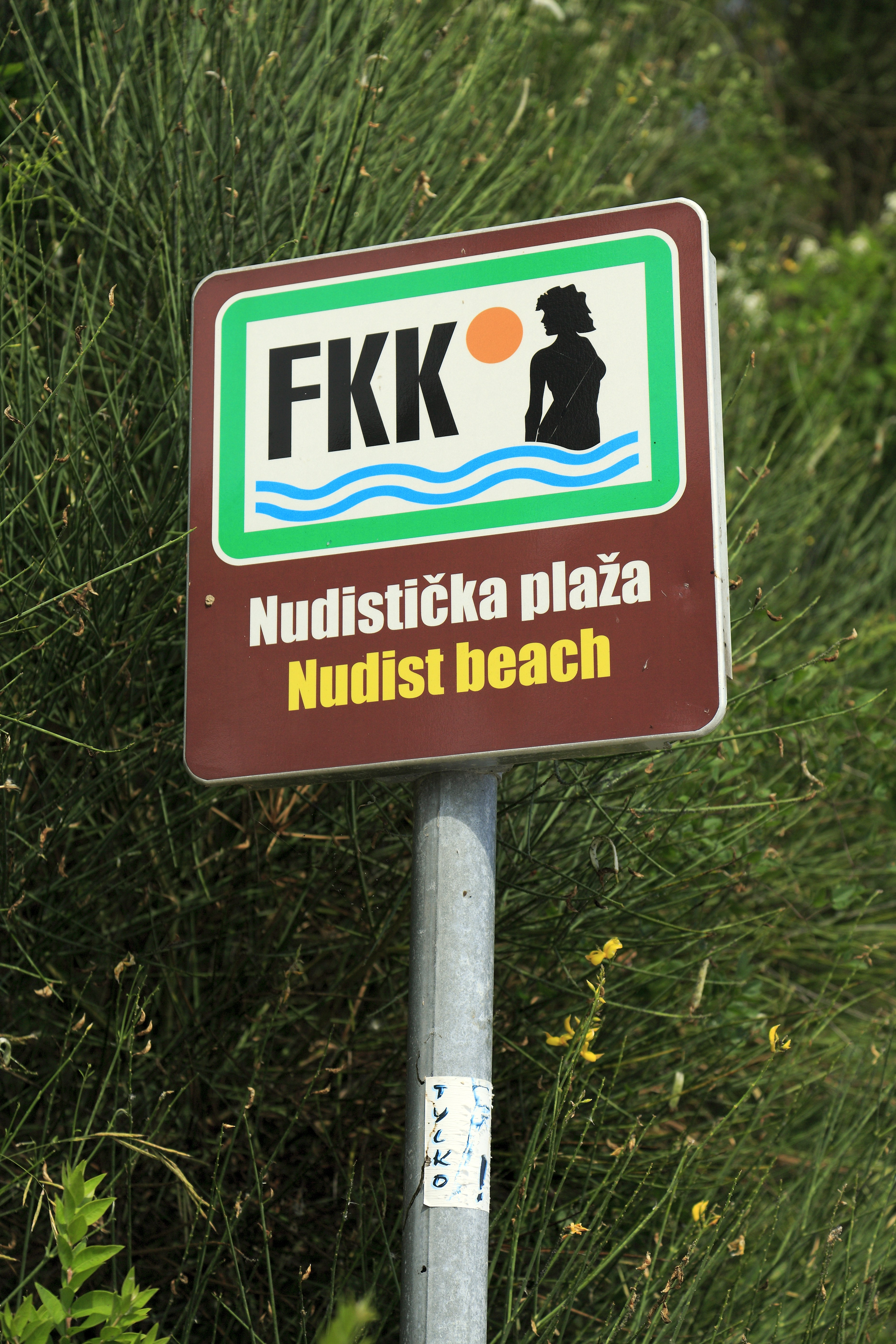
Señalización de área designada "FKK" en una playa de Croacia.

Freikörperkultur (FKK) es una cultura social y de salud que se originó en el Imperio alemán; sus inicios fueron históricamente parte del movimiento social Lebensreform de finales del siglo xix. Freikörperkultur, que se traduce como "cultura del cuerpo libre", incluye tanto los aspectos de salud de estar desnudo a la luz, el aire y el sol como una intención de reformar la vida y la sociedad. Se identifica en parte con la cultura de la desnudez, el naturismo y el nudismo en el sentido de la desnudez comunitaria de personas y familias en el tiempo libre, el deporte y la vida cotidiana.
En el siglo xx, la cultura de la desnudez comunitaria al aire libre en los "grandes espacios abiertos" y sus beneficios para la salud pública florecieron en Alemania como una alternativa al estrés y las ansiedades de la vida urbana de la era industrial. Hoy en día, solo hay unas pocas restricciones legales a la desnudez pública en Alemania. Bajo los términos "naturismo" y "nudismo", está hoy muy extendido a nivel internacional, con asociaciones y entornos recreativos públicos designados en numerosos países de Europa, América del Norte y del Sur, Australia, África, Asia y el Caribe; la mayor distribución todavía se encuentra en los países de habla alemana y en Escandinavia.
Actualmente el concepto Freikörperkultur y la sigla FKK son utilizadas en varios países de Europa (como Alemania, Suiza, Austria, Croacia y Hungría) para referirse a lugares donde la desnudez es aceptada.

## Generalidades

### Definición
La Federación Naturista Internacional define el naturismo inspirado en el Freikörperkultur como una actitud y un modo de vida de la siguiente manera:

La práctica de la desnudez en comunidad es una característica esencial del naturismo, ya que aprovecha al máximo los agentes naturales del sol, el aire y el agua. Restablece el equilibrio físico y mental a través de la relajación en un entorno natural, el ejercicio y el respeto por los principios básicos de higiene y alimentación. Fomenta muchas actividades que desarrollan la creatividad. La desnudez completa es la vestimenta más adecuada para volver a la naturaleza y es, sin duda, el aspecto más visible del naturismo, aunque no el único. Ejerce una influencia estabilizadora y equilibradora sobre los seres humanos, liberándolos de las tensiones causadas por los tabúes y provocaciones de la sociedad actual y mostrando el camino hacia una forma de vida más sencilla, saludable y humana.
Definición de la Federación Naturista Internacional (INF/FNI) del Congreso Mundial de Cap d'Agde, 1974

### Contenido
Detrás del movimiento Freikörperkultur se encuentra una actitud ante la vida, según la cual el cuerpo desnudo no es motivo de vergüenza. La desnudez practicada en comunidad de la Freikörperkultur a menudo se experimenta en este sentido como liberadora y va de la mano de la aceptación mutua y una imagen corporal positiva. El enfoque se centra en el disfrute de la naturaleza, el estar desnudo o la realización de la libertad. La desnudez del naturismo no tiene relación sexual. La desnudez en la playa y en el agua, en comparación con el uso de trajes de baño, va acompañada de una sensación de superficie corporal diferente, que en la mayoría de los casos se experimenta como placentera. En el sentido de la cultura nudista, la desnudez no se refiere a la sexualidad y no está directamente relacionada con ella.
En el marco de la cultura nudista, se practican principalmente desnudos baños, baños de sol en lagos o playas aptas para el baño (las "playas nudistas"), deportes y otras actividades de ocio. En numerosos lugares de vacaciones, campings, parques rurales e instalaciones de clubes deportivos también se aplica la praxis del Freikörperkultur. Los nudistas y naturistas están organizados en asociaciones nudistas o naturistas nacionales e internacionales.
La desnudez en situaciones íntimas, así como la desnudez puramente práctica, como en la ducha o en la sauna, no forman parte de la cultura nudista. Esta desnudez no requiere un consenso grupal especial.

## Historia

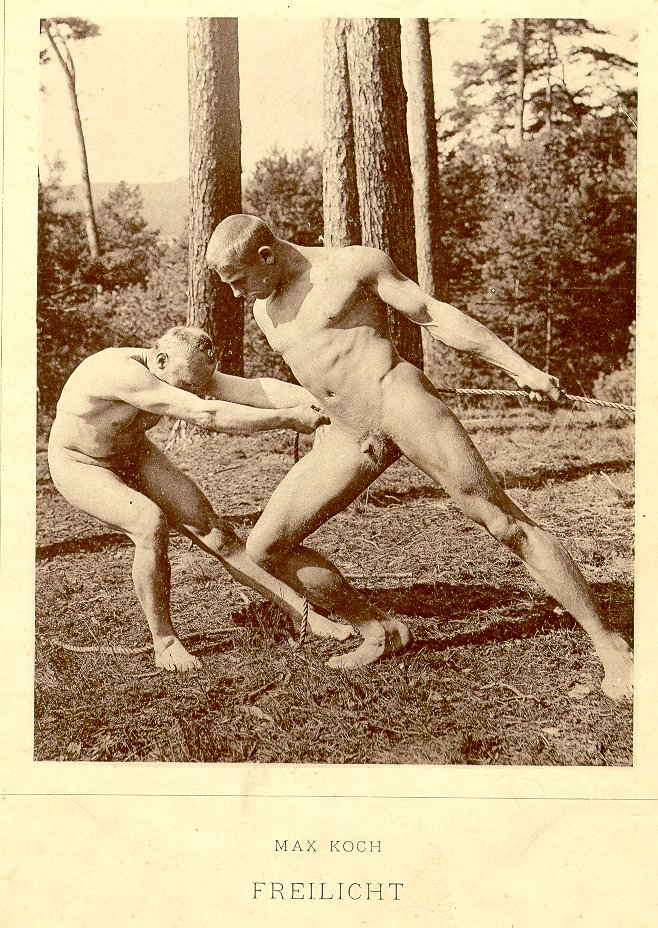
Freilicht ("Aire libre") del pintor y fotógrafo alemán Max Friedrich Koch, ca. 1894: nudistas alemanes al aire libre practicando el deporte atlético del tira y afloja. Una de las muchas fotografías temáticas de Freilicht de Max Koch que muestran a nudistas al aire libre.

La Biblioteca Naturista Internacional (antes Colección Damm-Baunatal), que es la colección más extensa sobre la situación histórica y actual del Freikörperkultur, se encuentra en el Instituto de Historia del Deporte de Baja Sajonia en Hannover, Alemania.

### Antecedentes
En los baños públicos, incluso en la Edad Media, la gente se bañaba desnuda, aunque en ocasiones se expresaban preocupaciones morales o médicas (con respecto a la transmisión de enfermedades). En muchas partes de Europa central, hasta el siglo , la gente se bañaba desnuda en ríos y lagos, aunque a menudo separada por sexos. A partir de finales del siglo , la desnudez pública se convirtió en un tabú cada vez mayor, algo que nunca se hizo cumplir en la escasamente poblada Escandinavia. Al mismo tiempo, el juez escocés Lord Monboddo (1714-1779) practicó y predicó los "baños de aire" sin ropa para la salud y como un renacimiento de las actitudes de la Antigua Grecia hacia la desnudez. Georg Christoph Lichtenberg (1742-1799) lo menciona en su libro Das Luftbad ("El baño de aire").
En 1853, el naturópata suizo Arnold Rikli fundó un "sanatorio solar" (Sonnenheilanstalt) y prescribía a sus pacientes la helioterapia de "baños de luz" (Lichtbäder) al aire libre sin ropa como tratamiento para la tuberculosis, el raquitismo, el trastorno afectivo estacional y otros trastornos de la salud o de la piel. En 1906, también había en Alemania 105 sanatorios llamados "baños de aire" (Luftbäder), que consistían en exponerse al aire libre sin ropa como tratamiento para el encierro en habitaciones calurosas y sin ventilación, lo que supuestamente provocaba "ablandamiento", acumulación de calor en el cuerpo, dolores de cabeza, náuseas y trastornos circulatorios. La idea del baño de aire terapéutico sin ropa fue relacionada con la del baño de luz a principios del siglo , por ejemplo por el pastor y naturópata Emanuel Felke.
Con el grito de guerra "Volver a la naturaleza", los defensores de la cultura del desnudo (Nacktkultur) declararon la guerra a la moral obligatoria de una sociedad que, a sus ojos, se había vuelto neurótica y enferma. "No queremos negarlo: para la gente de nuestro tiempo, una persona desnuda es de mal gusto y parece una bofetada en la cara; así de antinaturales nos hemos vuelto", escribió en 1893 Heinrich Pudor, uno de los pioneros del movimiento naturista de la cultura del cuerpo libre en el Imperio alemán.
El pintor y reformador social Karl Wilhelm Diefenbach (1851-1913), que practicó la Freikörperkultur con sus alumnos en la ermita de Höllriegelskreuth, cerca de Múnich, y más tarde en el Himmelhof, cerca de Viena, es considerado el verdadero pionero del naturismo, es decir, fuera de los tratamientos clínico-médicos.

### "Cultura del nudismo" y el movimiento de reforma vital (Lebensreform) hasta la Primera Guerra Mundial
En 1898 se fundó la primera asociación oficial de Freikörperkultur (FKK) en Essen, Alemania. Hacia 1900, los baños nudistas se hicieron más populares en la zona de Berlín y en la costa del Mar del Norte y del Mar Báltico. Unos años antes, el baño público habitual, incluso con los trajes de baño de la época, había sido prohibido oficialmente o se consideraba inmoral en muchos lugares.

La primera asociación oficial de Freikörperkultur en Alemania se fundó en 1898 en la cuenca del Ruhr, aunque el centro del baño nudista siempre ha estado en la costa y en los alrededores del Berlín liberal y aventurero.

Con la liberalización política, los círculos conservadores cuestionaron el baño nudista que se había vuelto popular entre los intelectuales urbanos, considerándolo una corrupción de la moral.

### Naturismo entre la Primera y la Segunda Guerra Mundial

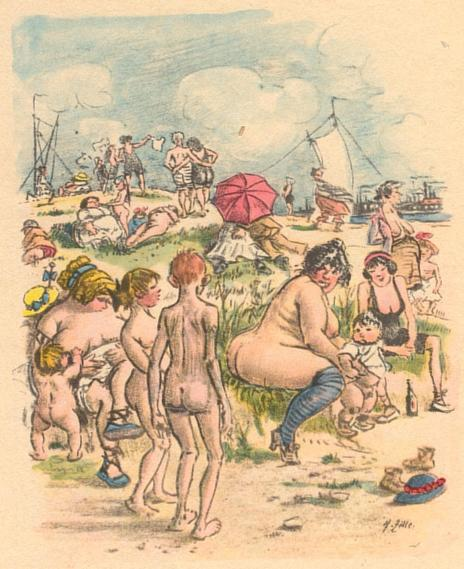
Ilustración de Heinrich Zille (1858-1929), titulada "Cómo apareció la piscina pública al aire libre", impresión de postal de 1919.

Tras la Primera Guerra Mundial, las asociaciones de Freikörperkultur (FKK) fueron aumentando en Alemania. Tras la creación de la primera playa nudista oficial en la isla de Sylt en Alemania en 1920, la mayoría de las asociaciones de FKK se unieron en 1923 para formar el "Arbeitsgemeinschaft der Bünde deutscher Lichtkämpfer" (Grupo de trabajo de las Ligas de los Defensores de la Luz Alemana) y a partir de 1925 publicaron una revista mensual en Berlín llamada Leben und Sonne ("Vida y sol"). A partir de 1926, el grupo de trabajo pasó a llamarse "Reichsverband für Freikörperkultur" (Asociación Imperial para la Cultura del Cuerpo Libre). Los grupos socialistas se unieron por separado bajo el nombre de "Freie Menschen. Bund für sozialistische Lebensgestaltung und Freikörperkultur" (Gente Libre. Asociación para el Estilo de Vida Socialista y la Cultura del Cuerpo Libre) con aproximadamente 70 000 miembros en 1932. En 1930, representantes de Inglaterra, Holanda, Francia, Austria, Suiza, Hungría, Italia y Alemania se reunieron en Fráncfort del Meno y más tarde fundaron una liga europea para el naturismo. La primera disertación sobre el movimiento FKK fue escrita en la década de 1930.
En 1933, después de que el Partido Nazi llegara al poder, las organizaciones nudistas fueron inicialmente prohibidas o integradas en organizaciones nazis.

Uno de los mayores peligros para la cultura y la moral alemanas es el llamado movimiento nudista. Por muy alentador que sea para la salud pública que cada vez más sectores, especialmente de la población metropolitana, se esfuercen por hacer que el poder curativo del sol, el aire y el agua sean útiles para su cuerpo, también debe desaprobarse enérgicamente el llamado movimiento nudista como un error cultural. Entre las mujeres, la desnudez mata el pudor natural, priva a los hombres del respeto por las mujeres y, con ello, destruye la condición previa para una cultura genuina. Por eso se espera de todas las autoridades policiales que, en apoyo de las fuerzas espirituales desarrolladas a través del movimiento nacional, tomen todas las medidas policiales para destruir la llamada cultura nudista.
Hermann Göring, edicto nazi de 1933.

El 3 de marzo de 1933, el Ministerio del Interior prusiano emitió una circular para "combatir el movimiento nudista". Pero con el apoyo de Hans Surén (un ex oficial militar alemán, director e instructor de la Escuela de Educación Física del Ejército Alemán en Wünsdorf), del Ministro de Alimentación y Agricultura del Reich Walter Darré y, finalmente, con la fuerza de la SS paramilitar, la Freikörperkultur encontró de nuevo nuevos partidarios. Algunas fuentes afirman que Himmler y la SS apoyaron el naturismo. Los primeros Juegos Olímpicos naturistas tuvieron lugar en Thielle, Suiza, en agosto de 1939. En el Reich alemán, la prohibición de bañarse desnudo fue suavizada por la Ordenanza del Reich del 10 de julio de 1942, siempre que nadie tuviera que verlo; esto se mantuvo vigente en Alemania Occidental hasta la década de 1960 y en Alemania Oriental hasta 1990. Durante la era nacionalsocialista también existió una "cultura del desnudo racial", cuyo representante más conocido fue el activista deportivo y escritor Hans Surén, quien glorificó los ideales corporales de los nacionalsocialistas y más tarde se convertiría en miembro honorario de la Deutscher Verband für Freikörperkultur (DFK) (Asociación Alemana para la Cultura del Cuerpo Libre). En 1940 aparecieron los primeros libros ilustrados en color con representaciones de desnudez marcial, como las obras del escultor Arno Breker.

### Desde 1945 hasta la actualidad

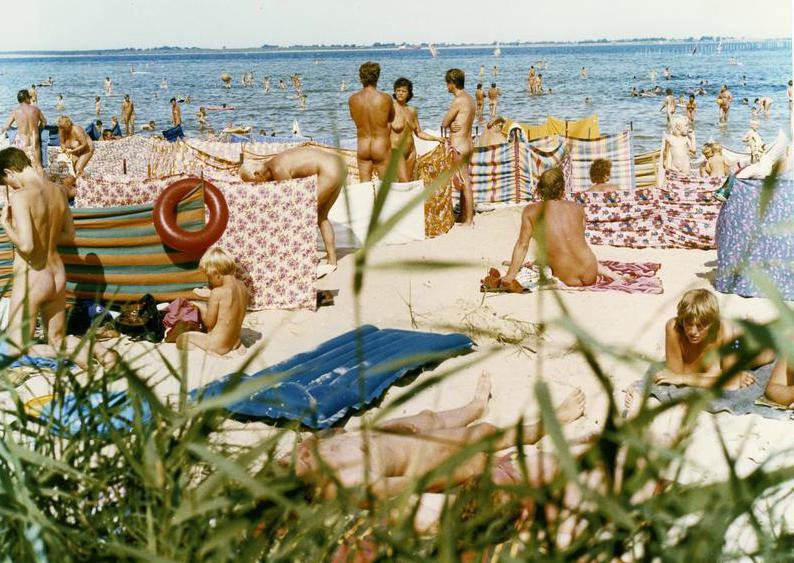
Playa nudista de Alemania del Este en la bahía de Wismar, 1984.

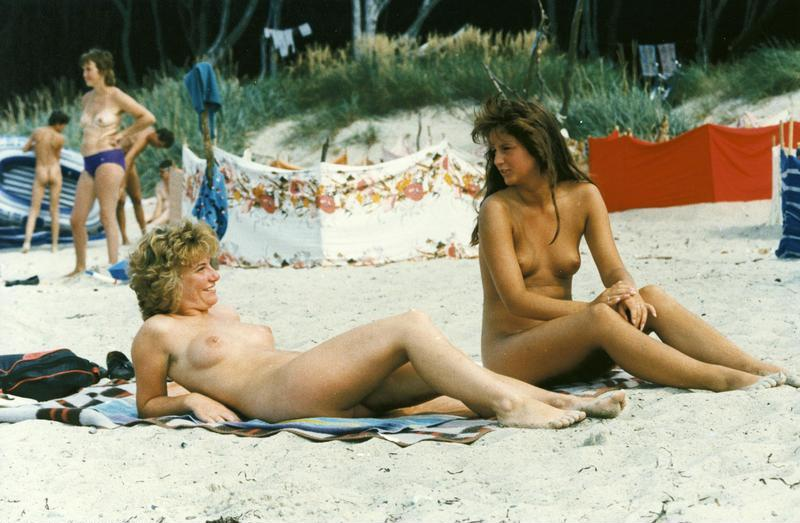
Jóvenes de Alemania del Este en una playa nudista en 1988.

En 1949 se fundó la Deutscher Verband für Freikörperkultur (DFK; Asociación Alemana para la Cultura del Cuerpo Libre), que hoy es miembro de la Confederación Deportiva Olímpica Alemana (DOSB) con tareas especiales para los deportes populares de recreación nudista y el miembro más grande de la Federación Naturista Internacional (INF).
Los primeros centros de vacaciones nudistas se abrieron alrededor de 1950 en Francia (Centre-Hélio-Marin en Montalivet-les-Bains, Aquitania). La playa nudista de Kampen en la isla de Sylt en Alemania fue especialmente popular debido a la amplia cobertura mediática. Los centros de vacaciones FKK en Yugoslavia, Francia y en la costa del mar Báltico se convirtieron en lugares de vacaciones populares. Las organizaciones naturistas ganaron muchos nuevos miembros en la década de 1960.
El naturismo inspirado en FKK en Alemania continuó siendo especialmente popular en Alemania del Este después de la Segunda Guerra Mundial, posiblemente debido a un desarrollo cultural más secular. El naturismo tenía vínculos con el movimiento obrero y se convirtió en un símbolo para que las personas y las familias escaparan de un estado represivo. La cultura de playa a menudo estaba entremezclada: personas vestidas y desnudas nadaban juntas y la desnudez era ampliamente tolerada y no se consideraba ni inusual ni sensacional. En las últimas décadas del siglo , el naturismo se hizo muy popular fuera de Alemania.
Una forma popular de recreación del Freikörperkultur es Nacktwanderung, traducido como "senderismo nudista", donde un grupo de caminantes recorre colectivamente el campo abierto, lo que es posible en Alemania debido a las leyes liberales sobre desnudez pública no sexual. Esta actitud se extiende a Austria, donde la cultura FKK disfruta de un alto grado de aceptación pública, pero no a los cantones de habla alemana de Suiza, donde la recreación nudista suele estar regulada en espacios públicos al aire libre designados para la práctica de FKK.

## En Suiza
En general, la desnudez pública no está prohibida en Suiza: no existe ninguna ley que prohíba salir de casa sin ropa, siempre que la desnudez no tenga una motivación sexual. Sin embargo, la jurisprudencia en Suiza varía de un cantón a otro. En respuesta a la afluencia de entusiastas alemanes de la FKK que cruzaban los Alpes, el cantón suizo de Appenzell Rodas Interiores, que se convirtió en un destino popular por sus rutas de senderismo turísticas, aprobó una ley local en 2009 que prohíbe explícitamente el senderismo desnudo en espacios públicos al aire libre. Las autoridades reguladoras locales impusieron multas de 200 francos suizos por "estar desnudo en público", que algunos excursionistas nudistas se negaron a pagar. Si bien solo hay unas pocas playas en las que la FKK está oficialmente tolerada en Suiza (por ejemplo, Katzensee cerca de Zúrich), las saunas públicas generalmente se visitan desnudos.
Dos aficionados al senderismo nudista del vecino cantón suizo de Appenzell Rodas Exteriores, donde no existe una prohibición estricta de practicar senderismo nudista, apelaron las multas ante el Tribunal Supremo Federal de Suiza, pero el caso fue desestimado en 2011 con el veredicto "Los cantones pueden multar a los excursionistas desnudos. Es cierto que el senderismo nudista no está contemplado en el código penal, pero los cantones están autorizados a prohibir y castigar la desnudez sin motivos sexuales".
En 2012, en una manifestación de protesta cubierta por la prensa suiza, un austríaco desnudo de 28 años se separó de su compañero de parapente biplaza a unos 700 metros del suelo y aterrizó con su paracaídas en Wasserauen (Appenzell Rodas Interiores). Los rostros del aviador nudista y de su ayudante, el "excursionista alpino desnudo" suizo conocido con el seudónimo de Puistola Grottenpösch ("con una hoja de parra") y considerado también el portavoz de los excursionistas nudistas suizos, quedaron irreconocibles en la cobertura de la prensa. No se presentó ninguna denuncia, según informó la fiscalía de Appenzell Rodas Interiores. El hombre sería multado si se descubriera quién era. Desde la sentencia del Tribunal Supremo Federal de Suiza, el cantón suizo de Appenzell Rodas Interiores no ha vuelto a ver rastros de excursionistas desnudos.